# Slow Train Coming
Slow Train Coming – 19. album studyjny nagrany przez Boba Dylana w kwietniu i maju 1979 r., wydany w tym samym roku w sierpniu.

## Historia i charakter albumu
W połowie grudnia 1978 r. Dylan zakończył długi i intensywny okres tras koncertowych, podczas których w ciągu 10 miesięcy wystąpił 115 razy. Po skończeniu tournée zapisał się do „School of Discipleship”. Była to grupa religijna studiująca Biblię przy kościele chrześcijańskim w Tarzana, w niedużej odległości od jego domu w Malibu. Kurs był dość czasochłonny i Dylan najpierw nie wyobrażał sobie, że będzie w stanie ukończyć go, przy jego napiętym harmonogramie. Spotykano się cztery razy w tygodniu na 3,5 godziny dziennie przez 3,5 miesiąca.
W trakcie kursu zaczął pisać nowy cykl piosenek, nie planując jednak ich wykonywania; rozważał przekazanie ich Carolyn Dennis i objęcie roli producenta jej płyty.
W marcu 1979 r. skontaktował się jednak z Jerrym Wexlerem, producentem takich artystów jak Ray Charles, Aretha Franklin i Wilson Pickett, i zaproponował mu wyprodukowanie albumu, na którym sam wykonywałby napisane utwory. Wexler zaangażował do nagrań klawiszowca i współproducenta Barry’ego Becketta, basistę studyjnego Tima Drummonda oraz dwóch muzyków z grupy Dire Straits – gitarzystę Marka Knopflera i perkusistę Picka Withersa. Dylan zaprosił do nagrań trzy wokalistki, Carolyn Dennis, Helen Springs i Reginę Havis. Z pomocą studyjnej sekcji dętej nagrali w Muscle Shoals Sound Studio album Slow Train Coming.
Muzycy, z którymi Dylan nagrał album, nigdy z nim jeszcze nie nagrywali i nie byli zaznajomieni z jego specyficznymi metodami pracy w studiu. Podczas pierwszych trzech sesji nagrano jedynie po jednym utworze; tytuł utworu z sesji trzeciej jest nieznany. Na sesji czwartej nagrano dwa utwory: „Ye Shall Be Changed”, który ukazał się na albumie The Bootleg Series Volumes 1–3 (Rare & Unreleased) 1961–1991, oraz „Gonna Change My Way of Thinking”. Z ostatniej, siódmej sesji pochodzą cztery utwory z albumu, m.in. „When He Returns”, drugi po tytułowym „Slow Train” główny utwór albumu. Była to zarazem piosenka, która była największym wyzwaniem dla Dylana jako muzyka. Podchodził do niej wielokrotnie, za każdym razem z pełnym zespołem. Po siódmej niezadowalającej próbie muzycy poszli na przerwę, a Dylan zaśpiewał wykorzystując jedynie podkład fortepianu. W efekcie powstało nagranie, które zostało określone jako najlepsza partia wokalna Dylana od 13 lat.
Album zebrał bardzo dobre recenzje i stał się jedną z najlepiej sprzedających się płyt Dylana.
Utwór „Gotta Serve Somebody” zdobył w 1980 r. nagrodę Grammy „za najlepsze rockowe wykonanie”.

## Muzycy
- Bob Dylan – śpiew, elektryczna gitara rytmiczna, harmonijka (sesje 1–7)
- Barry Beckett – instrumenty klawiszowe, instrumenty perkusyjne (sesje 1–7)
- Mark Knopfler – gitara (sesje 2–7)
- Tim Drummond – gitara basowa (sesje 2–7)
- Pick Withers – perkusja (sesje 2–7)
- Mickey Buckins – instrumenty perkusyjne (sesje 2–7)
- Carolyn Dennis – chórek (sesje 2–7)
- Helena Springs – chórek (sesje 2–7)
- Regina Havis – chórek (sesje 2–7)
- Muscle Shoals Horns – instrumenty dęte (sesje 4–7)

## Spis utworów
| 1. | Gotta Serve Somebody                 | 5:22  |
|    |                                      |       |
| 2. | Precious Angel                       | 6:27  |
|    |                                      |       |
| 3. | I Believe in You                     | 5:02  |
|    |                                      |       |
| 4. | Slow Train                           | 5:55  |
|    |                                      |       |
| 5. | Gonna Change My Way of Thinking      | 5:25  |
|    |                                      |       |
| 6. | Do Right to Me Baby (Do Unto Others) | 3:50  |
|    |                                      |       |
| 7. | When You Gonna Wake Up               | 5:25  |
|    |                                      |       |
| 8. | Man Gave Names to All the Animals    | 4:23  |
|    |                                      |       |
| 9. | When He Returns                      | 4:30  |
|    |                                      |       |
|    |                                      | 46:19 |
|    |                                      |       |

## Sesje nagraniowe
Sesja pierwsza. Muscle Shoals Sound Studio w Sheffield, Alabama, 30 kwietnia 1979 r. Producenci Jerry Wexler i Barry Beckett
1.Trouble in Mind; 2.Trouble in Mind; 3.Trouble in Mind; 4.Trouble in Mind; 5.Trouble in Mind; 6.Trouble in Mind; 7.Trouble in Mind; 8.Trouble in Mind;
Muzycy
- Bob Dylan – gitara, śpiew
- Mark Knopfler – gitara
- Barry Beckett - fortepian, organy
- Tim Drummond – gitara basowa
- Pick Withers – perkusja
- Carolyn Dennis, Helena Springs, Regina Havis - chórki

Sesja 2. Muscle Shoals Sound Studio w Sheffield, Alabama, 1 maja 1979 r. Producenci Jerry Wexler i Barry Beckett
1. Precious Angel; 2.Ain’t No Man Righteous, No Not One; 3.Ain’t No Man Righteous, No Not One; 4.Ain’t No Man Righteous, No Not One; 5.Ain’t No Man Righteous, No Not One; 6.Ain’t No Man Righteous, No Not One; 7.Ain’t No Man Righteous, No Not One; 8.Ain’t No Man Righteous, No Not One; 9.Ain’t No Man Righteous, No Not One; 10.Ain’t No Man Righteous, No Not One; 11.Ain’t No Man Righteous, No Not One
Muzycy
- Bob Dylan – gitara, śpiew
- Mark Knopfler – gitara (1); gitara hawajska (2-11)
- Barry Beckett - organy (1); fortepian (2-11)
- Tim Drummond (bass)
- Harrison Calloway Jr. - trąbka (1)
- Ronnie Eades - saksofon barytonowy (1)
- Harvey Thompson - saksofon tenorowy (1)
- Charlie Rose - puzon (1)
- Lloyd Barry - trąbka (1)
- Mickey Buckins - instrumenty perkusyjne
- Pick Withers – perkusja
- Carolyn Dennis, Helena Springs, Regina Havis - chórki

Sesja 3. Muscle Shoals Sound Studio w Sheffield, Alabama, 2 maja 1979. Producenci Jerry Wexler i Barry Beckett
1.When You Gonna Wake Up; 2.When You Gonna Wake Up; 3.When You Gonna Wake Up; 4.Gonna Change My Way of Thinking; 5.Ye Shall Be Changed
Muzycy
- Bob Dylan – gitara, śpiew
- Mark Knopfler – gitara
- Tim Drummond – gitara basowa
- Mickey Buckins - instrumenty perkusyjne
- Barry Beckett - instrumenty perkusyjne; organy (1-4)
- Harrison Calloway Jr. - trąbka (1-4)
- Ronnie Eades - saksofon barytonowy (1-4)
- Harvey Thompson - saksofon tenorowy (1-4)
- Charlie Rose - puzon (1-4)
- Lloyd Barry - trąbka (1-4)
- Pick Withers – perkusja
- Carolyn Dennis, Helena Springs, Regina Havis - chórki

Sesja 4. Muscle Shoals Sound Studio w Sheffield, Alabama, 3 maja 1979. Producenci Jerry Wexler i Barry Beckett
1.Ain’t No Man Righteous, No Not One; 2.I Believe in You; 3.I Believe in You; 4.Slow Train
Muzycy
- Bob Dylan – gitara, śpiew
- Mark Knopfler – gitara
- Tim Drummond – gitara basowa
- Barry Beckett - keyboards; organy (4)
- Harrison Calloway Jr. - trąbka (4)
- Ronnie Eades - saksofon barytonowy (4)
- Harvey Thompson - saksofon tenorowy (4)
- Charlie Rose - puzon (4)
- Lloyd Barry - trąbka (4)
- Pick Withers – perkusja
- Carolyn Dennis, Helena Springs, Regina Havis - chórki

Sesja 5. Muscle Shoals Sound Studio w Sheffield, Alabama, 4 maja 1979 r. ProducenciJerry Wexler i Barry Beckett
1.Gotta Serve Somebody; 2.Gotta Serve Somebody; 3.Gotta Serve Somebody; 4.Gotta Serve Somebody; 5.Do Right to Me Baby (Do Unto Others); 6.Do Right to Me Baby (Do Unto Others; 7.Do Right to Me Baby (Do Unto Others); 8.Do Right to Me Baby (Do Unto Others); 9.When He Returns; 10.When He Returns; 11.When He Returns; 12.When He Returns; 13.When He Returns; 14.When He Returns; 15.When He Returns; 16.When He Returns; 17.When He Returns; 18.Man Gave Names to All the Animals; 19.Man Gave Names to All the Animals; 20.Man Gave Names to All the Animals; 21.Man Gave Names to All the Animals; 22.Man Gave Names to All the Animals; 23.Man Gave Names to All the Animals
Muzycy
- Bob Dylan – gitara, śpiew
- Mark Knopfler – gitara
- Tim Drummond – gitara basowa (1-9, 18-23)
- Barry Beckett - instrumenty klawiszowe (1-9, 18-23); organy (1-4, 18-23); fortepian (10-17)
- Pick Withers – perkusja
- Harrison Calloway Jr. - trąbka (1-4, 18-23)
- Ronnie Eades - saksofon barytonowy (1-4, 18-23)
- Harvey Thompson - saksofon tenorowy (1-4, 18-23)
- Charlie Rose - puzon (1-4, 18-23))
- Lloyd Barry - trąbka (1-4, 18-23)
- Carolyn Dennis, Helena Springs, Regina Havis - chórki (1-4, 18-23)

## Odrzucone utwory z sesji
1. When He Returns (pokazówka – „demo”)
2. Trouble in Mind (co najmniej sześć wersji; piąta jest na albumie)
3. Nieznana piosenka (co najmniej osiem wersji)
4. No Man Righteous (No Not One) (co najmniej dwie wersje + trzy wersje z następnej siódmej sesji. Na albumie wersja czwarta)
5. Gotta Serve Somebody (co najmniej cztery wersje; na albumie jest wersja trzecia)
6. When He Returns (co najmniej osiem wersji; na albumie wersja ósma)
7. Man Gaves Names to All the Animals (co najmniej cztery wersje; na albumie wersja piąta)

## Opis albumu
- Producent – Jerry Wexler, Barry Beckett
- Miejsce i data nagrań –

1. sesja: „Demo Session”; koniec kwietnia 1979
2. sesja: Muscle Shoals Sound Studio, Sheffield, Alabama, 30 kwietnia 1979;
3. sesja: Muscle Shoals Sound Studio, Sheffield, Alabama, 1 maja 1979;
4. sesja: Muscle Shoals Sound Studio, Sheffield, Alabama, 2 maja 1979; 5
5. sesja: Muscle Shoals Sound Studio, Sheffield, Alabama, 1 i 2 maja 1979; 2, 7
6. sesja: Muscle Shoals Sound Studio, Sheffield, Alabama, 3 maja 1979; 3, 4,
7. sesja: Muscle Shoals Sound Studio, Sheffield, Alabama, 4 maja 1979; 1, 6, 8, 9

- Inżynier nagrywający – Gregg Hamm
- Inżynier asystent – David Yates
- Nadzorca masteringu – Paul Wexler
- Inżynier masteringu – Bobby Hatta
- Studio – Amigo Studios, Burbank, Kalifornia
- Aranżacja – Harrison Calloway
- Czas – 46 min 19 s
- Firma nagraniowa – Columbia
- Numer katalogowy – 36120
- Data wydania – 18 sierpnia 1979 r.

Wznowienie na cd
- Cyfrowy remastering – Joe Gastwirt
- Studio – CMS Digital Studios
- Firma nagraniowa – Columbia
- Numer katalogowy – CK 36120
- Rok wznowienia – 1990

## Listy przebojów

### Album
| Rok  | Lista                          | Pozycja |
| ---- | ------------------------------ | ------- |
| 1979 | Billboard USA. Albumy popowe   | 2       |
| 1979 | Melody Maker WB. Albumy popowe | 3       |

### Single
| Rok  | Singel                 | Lista                    | Pozycja |
| ---- | ---------------------- | ------------------------ | ------- |
| 1979 | „Gotta Serve Somebody" | Billboard. Single popowe | 24      |